# Petraeus-Affäre

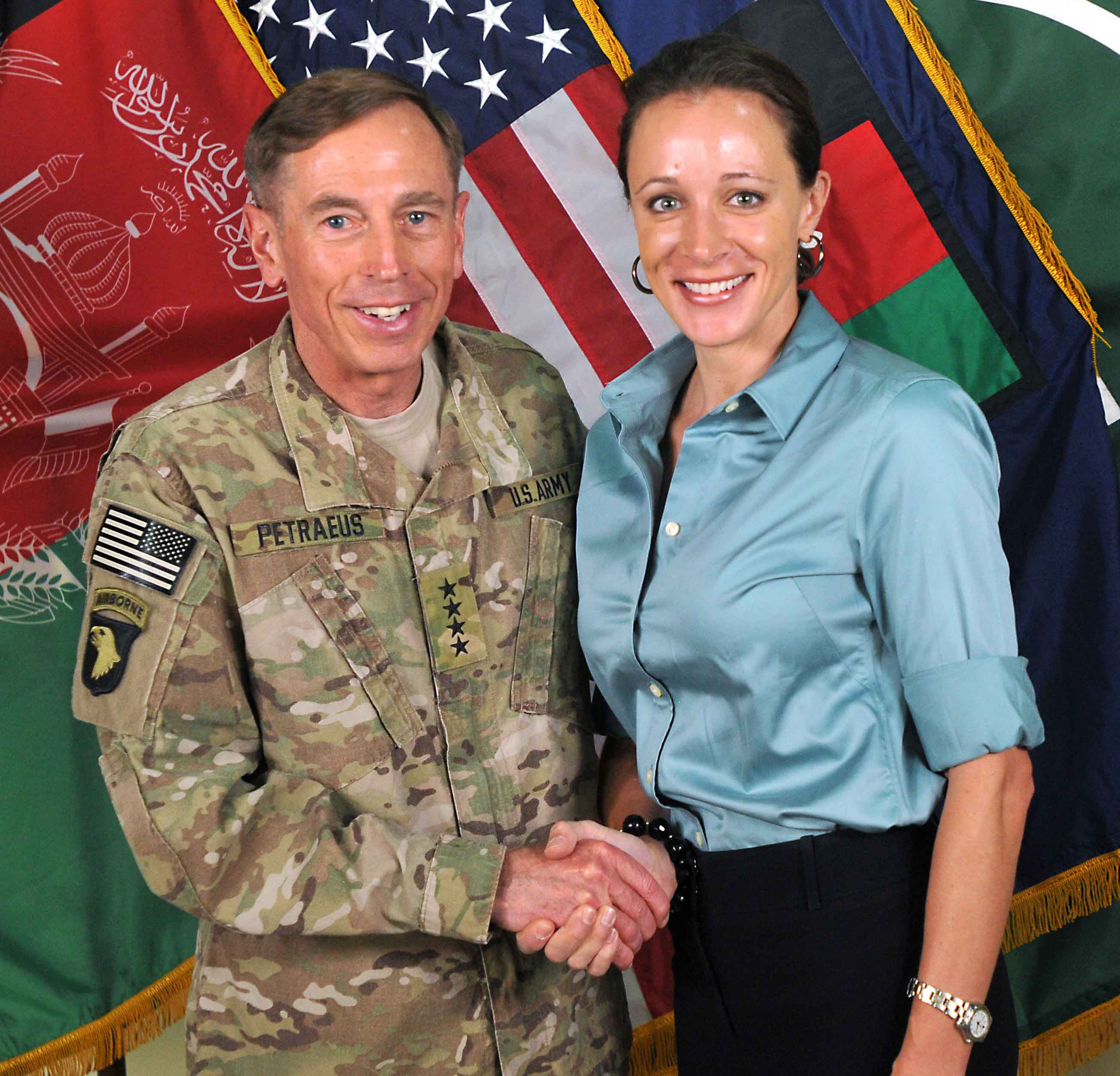
David Petraeus und seine Biographin Paula Broadwell (13. Juli 2011)

Die Petraeus-Affäre ist eine politische Affäre, die mit dem Rücktritt des Direktors der CIA, des früheren Armeegenerals David Petraeus, am 9. November 2012 öffentlich wurde. General Petraeus unterhielt ein außereheliches Liebesverhältnis mit seiner Biografin, der Reserveoffizierin Paula Broadwell. Dieses Verhältnis war vom FBI aufgedeckt worden, als dieses nach einer Anzeige einer Bekannten der Familie Petraeus wegen Droh-E-Mails ermittelte. Diese E-Mails führten die Ermittler auch zu Broadwell, auf deren Computer als geheim eingestufte Dokumente gefunden wurden. Nachdem Petraeus vom Nationalen Geheimdienstdirektor über die Ermittlungen des FBI informiert worden war, reichte Petraeus seinen Rücktritt ein.

## Personen

### David Petraeus
Petraeus wurde als Sohn einer niederländisch-amerikanischen Familie geboren. Sein Vater diente im Zweiten Weltkrieg für die US Army. Nachdem Petraeus die Cornwall Central High School abgeschlossen hatte, ging er im Alter von 18 Jahren an die United States Military Academy in West Point. Anschließend wurde er Infanterieoffizier und heiratete 1974 Hollister „Holly“ Knowlton (Tochter des ehemaligen Generals William A. Knowlton). Aus der Ehe gingen ein Sohn und eine Tochter hervor.
Petraeus wurde von 2002 an im Irakkrieg und bei der Besetzung des Irak seit 2003 an führender Position eingesetzt. Seine letzte Position war Befehlshaber des den US-Streitkräften im Irak und Afghanistan übergeordneten US Central Command. Zudem war er von Juli 2010 bis Juli 2011 Kommandeur der US Forces Afghanistan und der ISAF. In diesen Funktionen gilt er als führender Kopf hinter der Neuausrichtung der US-Streitkräfte hin zur Aufstandsbekämpfung, die in einer neuen Einsatzdoktrin mündete. Nach 37 Dienstjahren in der US-Armee schied Petraeus am 31. August 2011 aus dem aktiven Dienst aus.
Vom 6. September 2011 bis zu seinem Rücktritt am 9. November 2012 war Petraeus Direktor der Central Intelligence Agency. Seine Funktion übernahm der stellvertretende CIA-Direktor Michael Morell.

### Paula Broadwell
Im Frühjahr 2006 hielt David Petraeus, damals noch Generalleutnant, an der Harvard University einen Vortrag. Dabei begegnete er erstmals der Reserveoffizierin Paula Broadwell. Sie nahm damals an einem Aufbaustudiengang teil. Die beiden hielten anschließend Kontakt und der General stimmte zu, dass Broadwell eine Biografie über Petraeus schreibt. Sie besuchte ihn mehrmals für längere Zeit in Afghanistan, als er dort im Juni 2010 ISAF-Oberkommandierender geworden war.
Am 24. Januar 2012 veröffentlicht schließlich Broadwell ihre Petraeus-Biografie All In: The Education of General David Petraeus. Co-Autor des Buches war der Journalist Vernon Loeb.

### John Allen

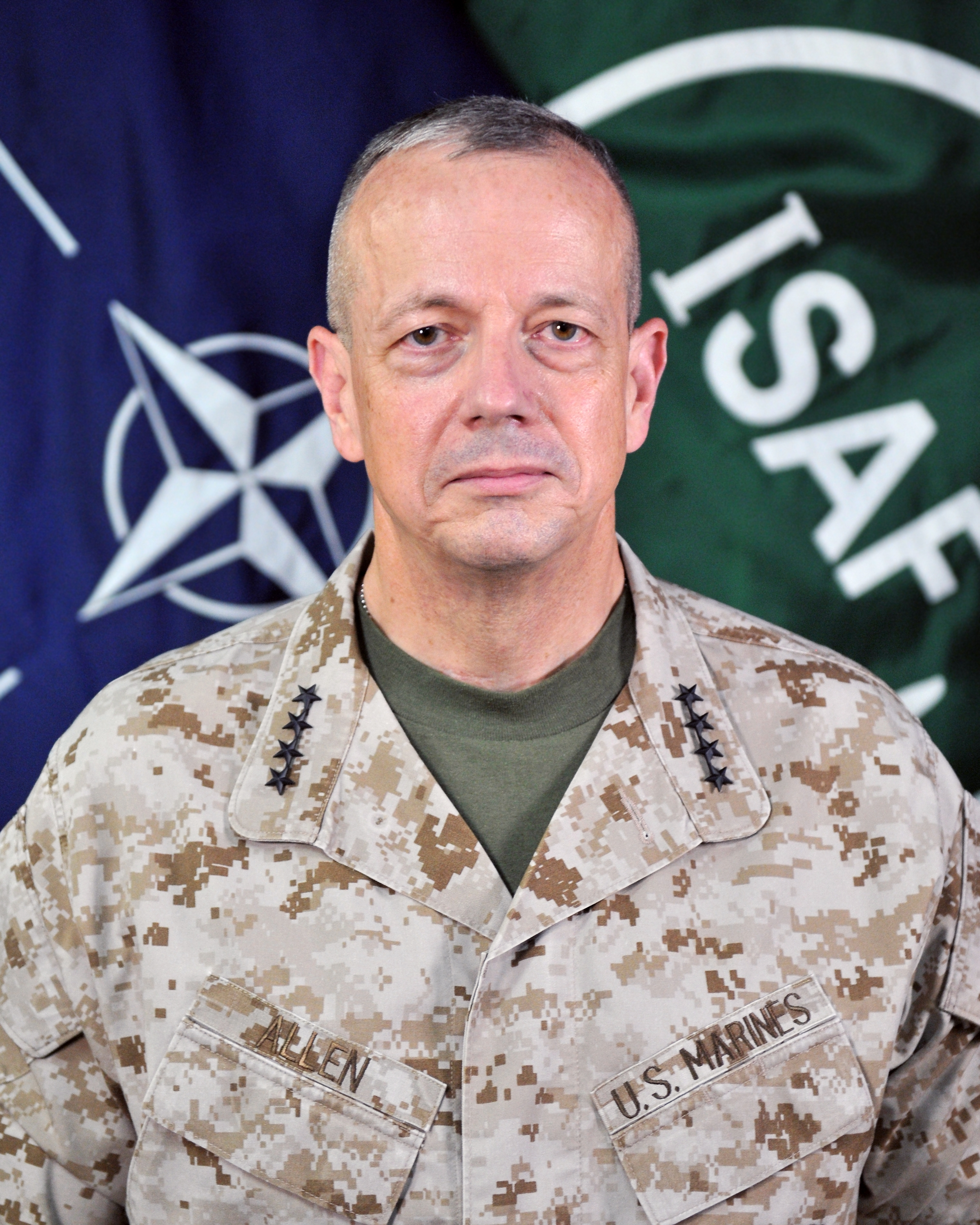
John R. Allen

Das Pentagon ermittelte im November 2012 gegen den bisherigen Kommandeur der Afghanistan-Schutztruppe International Security Assistance Force (ISAF), US-General John R. Allen. Dieser soll potenziell „unangebrachte“ E-Mails an die Petraeus Familienfreundin Kelley geschickt haben. Das Pentagon teilte mit, Allen werde der „unangemessen Kommunikation“ mit Jill Kelley verdächtigt. Der Sprecher des Pentagons, George Little, gab am 22. Januar 2013 bekannt, dass bei der Untersuchung kein sittenwidriges Verhalten Allens festgestellt wurde.

### Frederick W. Humphries II
Frederick Ward Humphries II, der FBI-Agent, der die Ermittlungen in Gang brachte, war ein Bekannter von Jill Kelley. Im Laufe der FBI-Ermittlungen wurde er von dem Fall abgezogen, weil Vorgesetzte besorgt waren, er sei zu stark von den Ermittlungen besessen. Es wurde auch festgestellt, dass Humphries ein Foto von sich selbst an Kelley geschickt hatte, auf dem er mit nacktem Oberkörper zwischen zwei offensichtlich mit Einschüssen übersäten lebensgroßen Männerpuppen ohne Unterleib zu sehen war. Gegenüber der Seattle Times sagte Humphries später, dass Dutzende seiner Freunde und Bekannten im Herbst 2010 dieses Bild zum Spaß erhalten hatten, kurz nachdem Humphries aus dem Gefangenenlager der Guantanamo Bay Naval Base nach Tampa versetzt wurde. Humphries kontaktierte später einen republikanischen Kongressabgeordneten aus dem Bundesstaat Washington, wo Humphries früher stationiert war, um seinen Spekulationen darüber Ausdruck zu verleihen, dass ihn das FBI aus politischen Gründen kaltgestellt habe. Das Office of Professional Responsibility, die Dienstaufsichtsbehörde des FBI, ermittelte wegen des Sendens dieser Fotos.
Humphries hatte vor 2012 während seiner Dienstzeit für das FBI zweimal für Schlagzeilen gesorgt. Im Dezember 1999 trugen seine Kenntnisse des Akzents von algerischen Französischsprechern dazu bei, dass die Angaben von Ahmed Ressam, ein Frankokanadier zu sein, als falsch erkannt wurden und im Mai 2010 erschoss Humphries außerhalb der MacDill Air Force Base einen mit einem Messer bewaffneten Mann mit zwei Schüssen. Der Vorfall wurde als unbedenklich eingestuft.

## FBI-Ermittlungen
Im Mai 2012 durchleuchteten FBI-Mitarbeiter Petraeus’ private E-Mail-Konten auf Sicherheitsaspekte. Offizieller Anlass war eine Bitte der damals 37-jährigen Jill Kelley, die anonyme Drohmails erhielt. Sie behauptete, ihr würde in den Mails unterstellt, sie flirte mit Petraeus. Die Ehepaare Petraeus und Kelley waren seit Jahren befreundet. Das FBI stieß bei den Ermittlungen laut US-Medienberichten auf intime Mails, die Petraeus Broadwell geschickt haben soll.
Daraufhin vernahmen Agenten des FBI Ende Oktober 2012 Broadwell. Die damals 39-Jährige gab die Affäre zu und gab ihren Computer mit geheimen Dokumenten heraus. Auch Petraeus wurde vom FBI befragt und soll ebenfalls die Affäre eingeräumt haben. Beide sollen jedoch glaubhaft verneint haben, dass Petraeus seiner Geliebten geheime Dokumente gab.
Das FBI fand klassifiziertes Material auf dem Computer von Broadwell. Die Staatsanwaltschaft beschäftigte sich danach damit, wie wichtig diese Verschlusssachen tatsächlich sind.
Nach Petraeus’ Rücktritt durchsuchten dutzende FBI-Agenten Broadwells Haus im Bundesstaat North Carolina nach Dokumenten. Das Pentagon ermittelte im November 2012 gegen den bisherigen Kommandeur der Afghanistan-Schutztruppe International Security Assistance Force (ISAF), US-General John R. Allen. Dieser soll potenziell „unangebrachte“ E-Mails an Kelley geschickt haben.

## Rücktritt
Am Abend der Präsidentschaftswahl 2012 informierte das US-Justizministerium den Nationalen Geheimdienstdirektor James R. Clapper über die Petraeus-Affäre. Clapper soll laut Medienberichten Petraeus daraufhin den Rücktritt nahegelegt haben. Das Militärstrafgesetzbuch der amerikanischen Streitkräfte UCMJ stellt noch immer Ehebruch unter Strafe, wenn es dem Ruf der Streitkräfte schadet und die Disziplin und die Ordnung in der Truppe gefährdet. Wegen Ehebruchs können Militärs unehrenhaft entlassen werden, ihre Pensionsansprüche verlieren und sogar für ein Jahr Gefängnisstrafe verbüßen müssen (Paragraf 134 des UCMJ).
Am 7. November 2012 wurde laut Medienberichten US-Präsident Barack Obama erst einen Tag nach seiner Wiederwahl über die Affäre informiert. Einen Tag darauf, am 8. November 2012, reichte Petraeus bei Obama sein Rücktrittsgesuch ein. Obama bestätigte den Rücktritt einen Tag später und würdigte öffentlich Petraeus’ Verdienste. Gründe für den Schritt des Generals nannte Obama öffentlich nicht. Petraeus galt bis zu seinem, zu dem Zeitpunkt überraschenden, Rücktritt als aussichtsreicher Kandidat für das Amt des scheidenden Verteidigungsministers Leon Panetta.
Geheimdienstexperten des Kongresses forderten nach dem Rücktritt Aufklärung darüber, warum das Weiße Haus erst so spät über die vom FBI aufgedeckte Affäre unterrichtet wurde. Petraeus wurde nach einem Schuldeingeständnis im April 2015 zu einer zweijährigen Bewährungsstrafe und zu einer Geldstrafe von $ 100.000 verurteilt.